# Zákruticha
Zákruticha (Vallisneria) je rod jednoděložných rostlin z čeledi voďankovité (Hydrocharitaceae).

## Popis
Jedná se o vytrvalé vodní (sladkovodní až brakické) rostliny, kořenící ve dně, výběžky i oddenky jsou vyvinuty. Listy jsou jen ponořené, jsou jednoduché. Čepele jsou celistvé a čárkovité až páskovité, někdy až 1 m dlouhé, stonek je poměrně krátký. Jedná se většinou o dvoudomé rostliny s jednopohlavnými květy. Květy jsou v květenstvích, vrcholících, květenství vyrůstá z paždí toulcovitého listenu. Květy jsou velmi drobné, samičí jsou na dlouhých stopkách a vykvétají na hladině. Samčí květy jsou přisedlé, umístěné v paždí listu, ale za zralosti se uvolňují a vyplouvají na hladinu, kde jsou stabilizovány pomocí roztažených kališních lístků. Okvětí je rozlišeno na kalich a korunu. Kališní lístky jsou 3 v jednom přeslenu, korunní jsou také 3 v 1 přeslenu, jsou většinou bílé až zelenavé. Tyčinky jsou nejčastěji 1-2. Gyneceum je synkarpní. Semeník je spodní. Plodem je tobolka.

## Rozšíření ve světě
Je známo asi 26 druhů, rozšířeny skoro po celém světě mimo chladnější oblasti.

## Rozšíření v Česku
V ČR není původní žádný druh. Zákruticha šroubovitá (Vallisneria spiralis) je tropická až subtropická vodní rostlina, která je často pěstována jako akvarijní rostlina a byla nalezena přechodně zplanělá i ve volné přírodě. Další druhy jsou pěstovány jako akvarijní rostliny.

## Seznam druhů
- Vallisneria annua S.W.L.Jacobs & K.A.Frank – Austrálie aj.
- Vallisneria americana Michx. – Severní Amerika, Střední Amerika, adventivně Austrálie, Asie
- Vallisneria caulescens F.M.Bailey – Austrálie aj.
- Vallisneria gigantea Greabn.
- Vallisneria nana R. Br. – Austrálie aj.
- Vallisneria natans (Lour.) H. Hara – Asie aj.
- Vallisneria spiralis L. – jižní Evropa, Asie a asi i jinde, také adventivně
- Vallisneria triptera S.W.L.Jacobs & K.A.Frank – Austrálie aj.
- a další